# Croix de cimetière de Champagnac
La croix de cimetière de Champagnac est une croix monumentale située en France sur la commune de Champagnac, en région Auvergne-Rhône-Alpes.

## Localisation
Cette croix était implantée dans l’ancien cimetière qui entourait l’église paroissiale de Prodelles.

## Historique
Cette croix, datant du XVe ou du XVIe siècle, a été déposée par la municipalité en raison de son état de dégradation. Seuls la base et une partie du fût ont été conservés, actuellement entreposés chez un particulier.

### Protection
La croix a été inscrite au titre des monuments historiques par arrêté du 14 octobre 1963, puis cette inscription a été abrogée par arrêté du 20 mars 2006.

## Description
Le fût était orné d’un nœud circulaire en larmier, relié à un élément tronconique. Les bras polygonaux et le montant se terminaient par des fleurons flamboyants à quatre feuilles retournées. Un nimbe circulaire ajouré reliait bras et montant. La face nord montrait le Christ, tandis que la face sud représentait la Vierge couronnée portant l’Enfant, également couronné, sous un dais tréflé. Un petit personnage sculpté figurait sur un bras, et un second semble avoir existé sur le bras opposé,.